# فابريو دادا
فابريو دادا (ميلانيز، فافر، البرغماسك، اير، محليا فافار) هي كومونا (بلدية) في مدينة ميلانو الحضرية في المنطقة الإيطالية لومباردي، على بعد حوالي 30 كيلومترًا (19 ميلًا) شمال شرق ميلان.
تقع فابريو دادا على حدود البلديات التالية: ترازو سالادا و كابريت سان جيرفاسيو و جريتساغو و كانونيكا دادا و بوزو دادا و كاسانو دادا و فارا جيرا دادا.

## المعالم السياحية الرئيسية
- سان برناردينو ، أنقاض الكنيسة الرومانية
- سان كولومبانو الكنيسة الرومانية من القرن الثاني عشر
- فيلا ميلزي ، حيث أقام ليوناردو دافنشي لفترة من الوقت عند دراسة توجيه المياه في منطقة ميلانو. وهي تتضمن لوحة جدارية لمادونا والطفل منسوبة إليه أو إلى مدرسته.
- فيلا Castelbarco: فيلا وحدائق خاصة من القرن الثامن عشر

## روابط خارجية
- الموقع الرسمي